# 米勒維爾 (阿拉巴馬州)
米勒維爾（英語：Millerville）是一個位於美國阿拉巴馬州克萊縣的非建制地區和人口普查指定地區。根據2010年美國人口普查，該地人口為278人。

## 地理
米勒維爾的座標為33°11′29″N 85°55′33″W / 33.19138°N 85.92583°W，而該地最高點為海拔高度261米（即856英尺）。